# Bibliothèque métropolitaine Ervin Szabó
La Bibliothèque métropolitaine Ervin Szabó (hongrois : Fővárosi Szabó Ervin Könyvtár, prononcé [ˈføːvaːɾoʃi ˈsɒboː ˈɛɾvin ˈkøɲftaːɾ], FSZEK) est la principale bibliothèque publique de Budapest. Son principal site est situé dans le palais Wenckheim.
Ce site est desservi par la station Kálvin tér :   . Le bâtiment se situe Szabó Ervin tér, entre Kálvin tér et Baross utca.